# 마리 라포레
마리 라포레(프랑스어: Marie Laforêt, 1939년 10월 5일 ~ 2019년 11월 2일)는 프랑스의 가수, 배우이다.

## 출연 작품
- 태양은 가득히 - 마르주 뒤발 역